# Kroktjärnsskogens naturreservat
Kroktjärnsskogens naturreservat är ett naturreservat i Årjängs kommun i Värmlands län.
Området är naturskyddat sedan 2024 och är 42 hektar stort. Reservatet ligger nordost om Töcksfors och består av tallskog på högre partier, granskog längre ner samt även sumpskog.